# Kępkowiec romboidalnozarodnikowy
Kępkowiec romboidalnozarodnikowy (Lyophyllum deliberatum (Britzelm.) Kreisel) – gatunek grzybów należący do rodziny kępkowcowatych (Lyophyllaceae).

## Systematyka i nazewnictwo
Pozycja w klasyfikacji według Index Fungorum: Lyophyllum, Lyophyllaceae, Agaricales, Agaricomycetidae, Agaricomycetes, Agaricomycotina, Basidiomycota, Fungi.
Po raz pierwszy takson ten zdiagnozował w 1883 roku Max Britzelmayr nadając mu nazwę Agaricus deliberatus. Obecną, uznaną przez Index Fungorum nazwę nadał mu w roku 1984 Hans Kreisel, przenosząc go do rodzaju Lyophyllum.
Synonimy nazwy naukowej:
- Agaricus deliberatus Britzelm.1883
- Tricholoma deliberatum (Britzelm.) Sacc. 1887

Nazwę polską zaproponował Władysław Wojewoda w 2003 roku.

## Morfologia
Kapelusz
Średnica 4–8, rzadko do 12 cm, kształt płasko-wypukły z małym garbkiem. Powierzchnia nieco jedwabista, o barwie od jasnobrązowej do orzechowo-brązowej, pokryta wrastającymi włókienkami. Brzeg nieznacznie prążkowany
Trzon
Wysokość 4–8 cm, grubość 5–15 mm, nieco chrząstkowaty, walcowaty. Powierzchnia o barwie od białawej do jasnobrązowej, podłużnie włóknista. Podstawa bulwiasta, grudkowata, pokryta białą filcowatą grzybnią.
Blaszki
Szeroko wykrojone do nieco zbiegających, gęste, początkowo białawe, po dotknięciu zmieniające barwę na szarawą. Starsze są czarno plamiste.
Miąższ
O łagodnym smaku i ziemistym, stęchłym lub mącznym zapachu.
Cechy mikroskopowe
Wysyp zarodników biały. Zarodniki 8–10,5 × 4,8–7,5 µm, wydłużone, romboidalne, szeroko wrzecionowate, zazwyczaj z dwoma gutulami. Podstawki ze sprzążkami, 4-zarodnikowe.

## Występowanie
Kępkowiec romboidalnozarodnikowy występuje w niektórych krajach Europy. W Polsce jest rzadki. Znajduje się na Czerwonej liście roślin i grzybów Polski. Ma status E – gatunek wymierający, którego przeżycie jest mało prawdopodobne, jeśli nadal będą działać czynniki zagrożenia. W piśmiennictwie naukowym na terenie Polski do 2003 r. podano jedno stanowisko w Babiogórskim Parku Narodowym (1979 r.). Jedno stanowisko podano w 2016 r. w Dolinie Leszczynki na terenie projektowanego Tunickiego Parku Narodowego. Nowsze stanowiska podaje internetowy atlas grzybów.
Występuje w lasach liściastych i mieszancych, na ziemi. Owocniki od lata do jesieni.